# Gandelain
Gandelain – miejscowość i gmina we Francji, w regionie Normandia, w departamencie Orne.
Według danych na rok 1990 gminę zamieszkiwało 406 osób, a gęstość zaludnienia wynosiła 27 osób/km² (wśród 1815 gmin Dolnej Normandii Gandelain plasuje się na 507. miejscu pod względem liczby ludności, natomiast pod względem powierzchni na miejscu 239.).